# Agnes minne
Agnes minne var ett pensionärshem, som uppfördes 1914 på Klostergatan på Söder i Jönköping. Det ritades av August Atterström och uppfördes av den 1872 grundade lokalavdelningen i Jönköping av sällskapet Pauvres honteux.
Jönköpings stad skänkte tomten, som också hade en trädgård. Huset fick sitt namn efter Agnes Killander (1849-1931), som var en av de mest aktiva i föreningen. Det inrymde 16 lägenheter på ett rum och kokvrå, med en toalett per våningsplan och med gemensamt badrum i källaren. 
Huset togs på 1970-talet över av det kommunala Bostads AB Vätterhem, som moderniserade det.